# Saumon de l'Adour
Le saumon de l'Adour, aussi appelé saumon des gaves, est un poisson qui se pêche essentiellement vers l'embouchure de l'Adour, ainsi que dans les gaves de Pau et d'Oloron. Il a gardé la particularité de pouvoir toujours être commercialisé à travers une filière professionnelle très contrôlée composée d'une cinquantaine d'inscrits maritimes, seuls pêcheurs habilités à pouvoir vendre leurs saumons durant la période qui s'étend d'avril à juillet. Dans le cadre de cette filière, un seul conserveur, situé à Peyrehorade, met en marché ce saumon en tant que semi-conserve (saumon fumé).

## Histoire

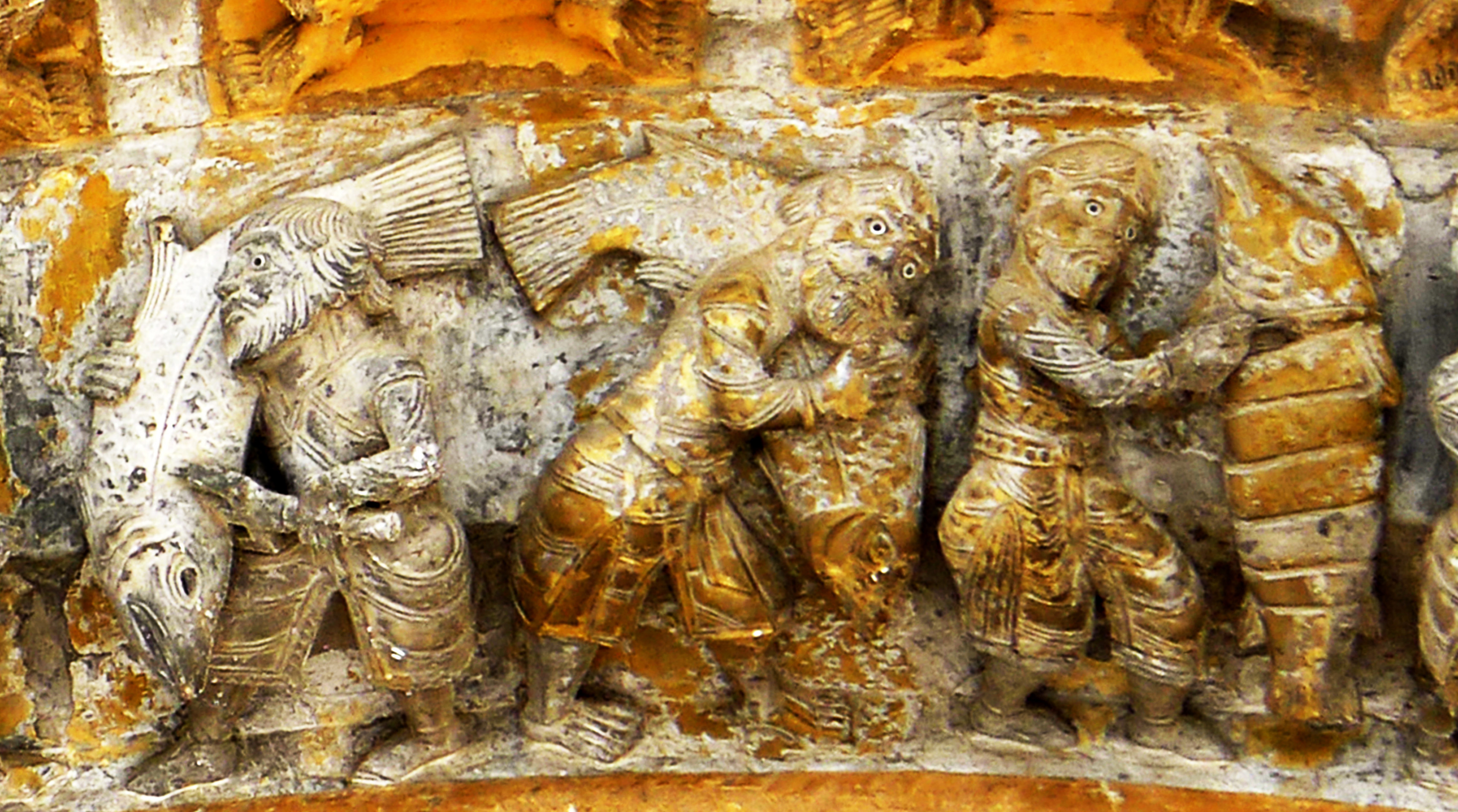
Les pêcheurs de saumon, détail du tympan de la cathédrale Sainte-Marie d'Oloron

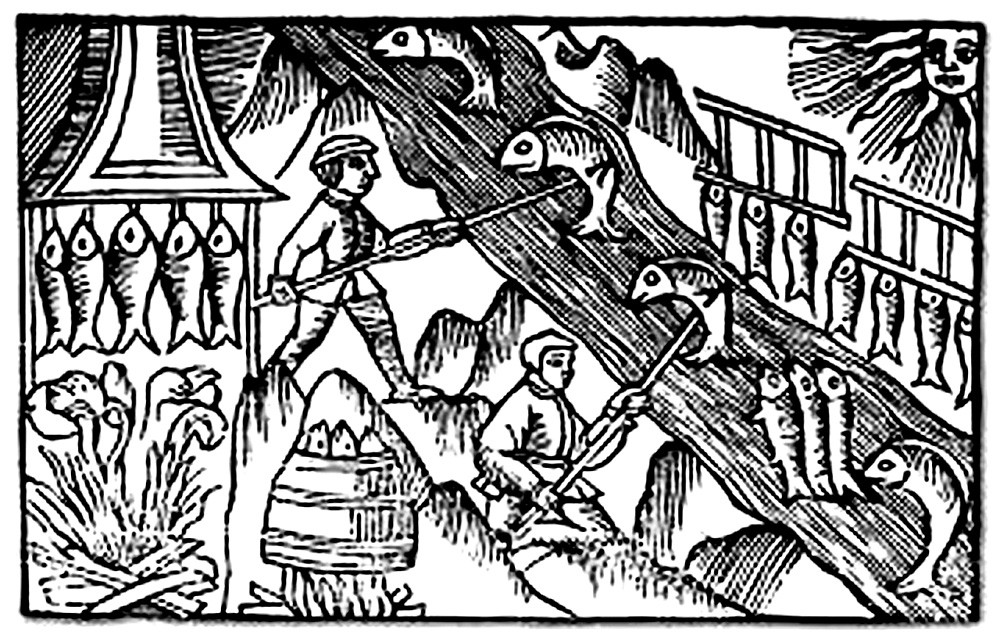
La pêche au saumon sur une gravure du XVe siècle

Depuis la plus haute Antiquité, le saumon représentait le tiers des poissons consommés. L'importance du saumon est telle qu'au Moyen Âge, la représentation de trois pêcheurs parmi une suite de métiers, figure au tympan de la porte principale de la cathédrale Sainte-Marie à Oloron.
Au XVIIe siècle, le Béarnais Pierre de Marca, constatait que dans les Gaves et l'Adour : « [les eaux] sont poissonneuses et portent des truites et des brochets en accès grande abondance et des saumons qui pour la plus grande partie sont arrêtés par le moyen des écluses ou paisselles à Peyrehorade, où se fait la grande pesche […] ceux-ci n'entrent point dans la rivière de Ladour qui est pesante et morne, non plus que les aloses ni les lamproies qui montent dans Ladour, n'entrent point dans le Gave qui est violent et rapide ». Depuis le plus haut Moyen Âge, les ordres monastiques et la noblesse avaient accaparé les droits de pêche dans leur fief, ce qui leur permettait de « bailler à ferme l'exploitation de ces droits à des pêcheurs de métier, voire à des bourgeois qui rétribuent des pêcheurs. ». 
Au début du XIXe siècle, le saumon était si abondant en France, que les employés des grandes villes (Paris, Bordeaux, Orléans, Clermont-Ferrand, ...) réclamaient, sur leur contrats de travail, une clause précisant qu'il était interdit de leur servir du saumon plus de trois fois par semaine.
Cette abondance de poissons migrateurs (alose, esturgeon, saumon, etc.) dans les fleuves et les rivières, dura jusqu'à l'époque moderne où ils devinrent rarissimes. La cause première de leur raréfaction fut le résultat de l'industrialisation et de ses rejets toxiques, le second motif est dû à une surpêche sur des populations affaiblies par la pollution, vient ensuite la dégradation des habitats naturels par dragage et la construction des barrages empêchant la remontée du cours pour frayer. 

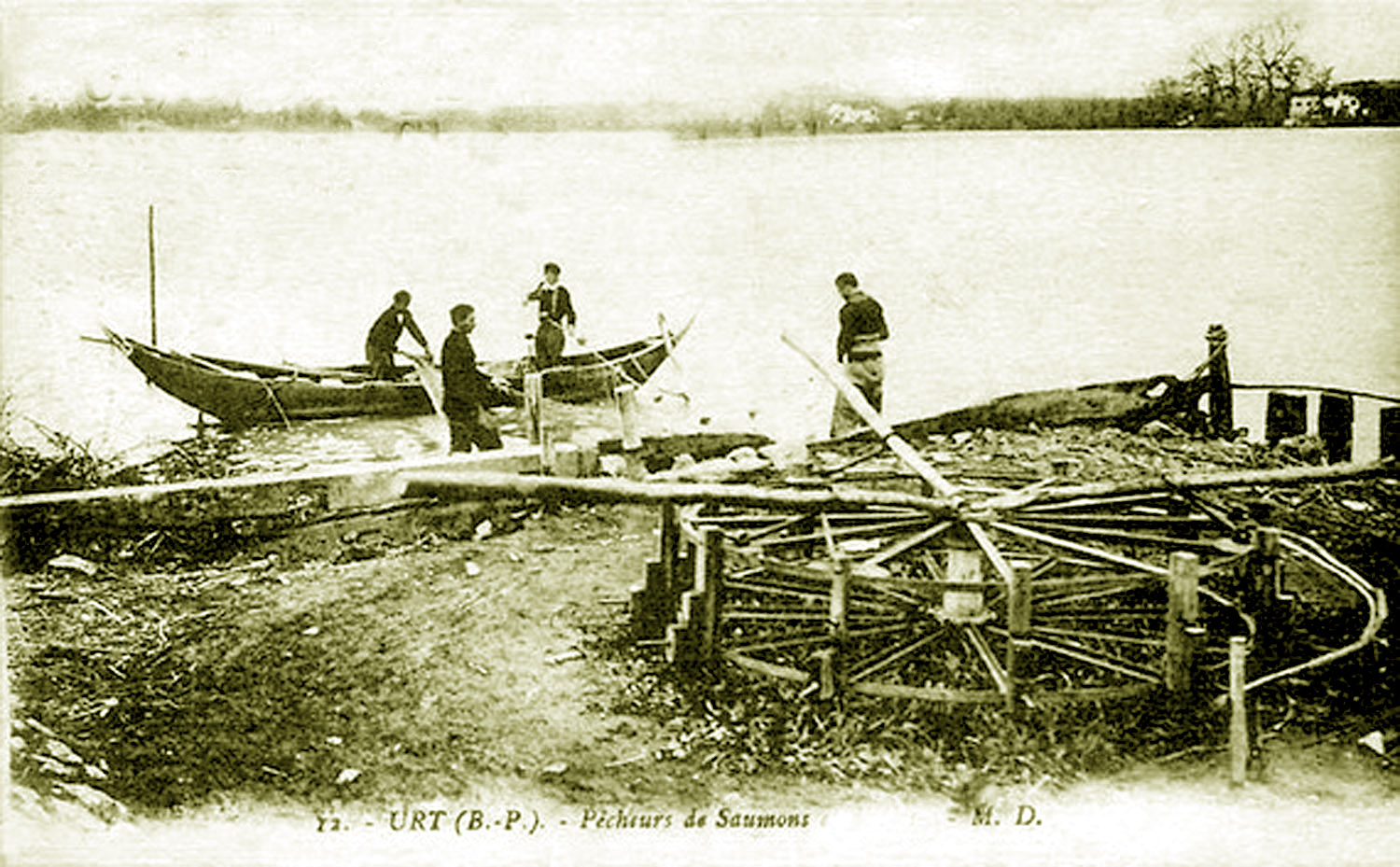
Tourniquet pour rapporter le filet à saumon à l'embouchure de l'Adour

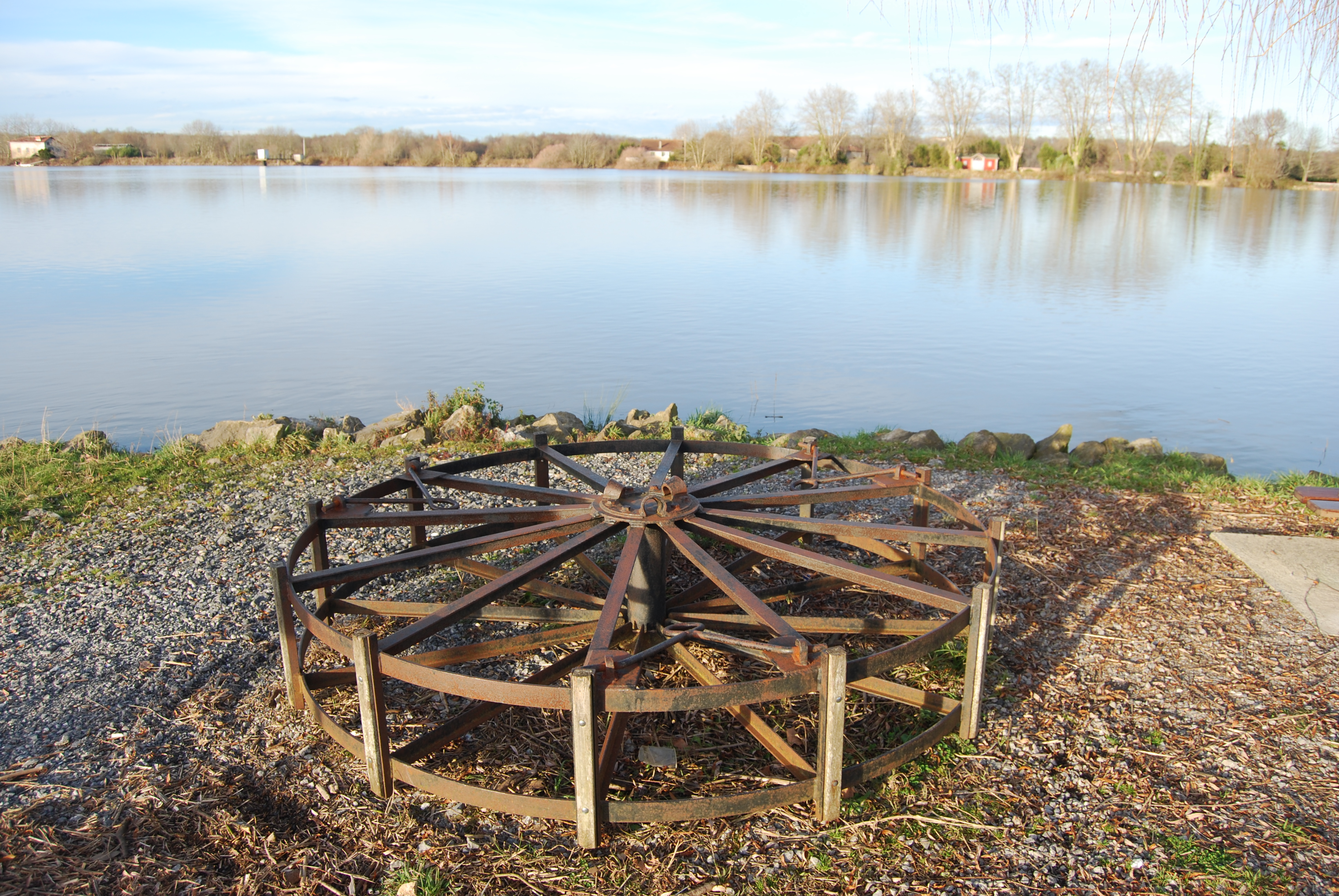
Tourniquet sur la rive gauche de l'Adour, à Urt, restauré par l'association Val-d'Adour-Maritime

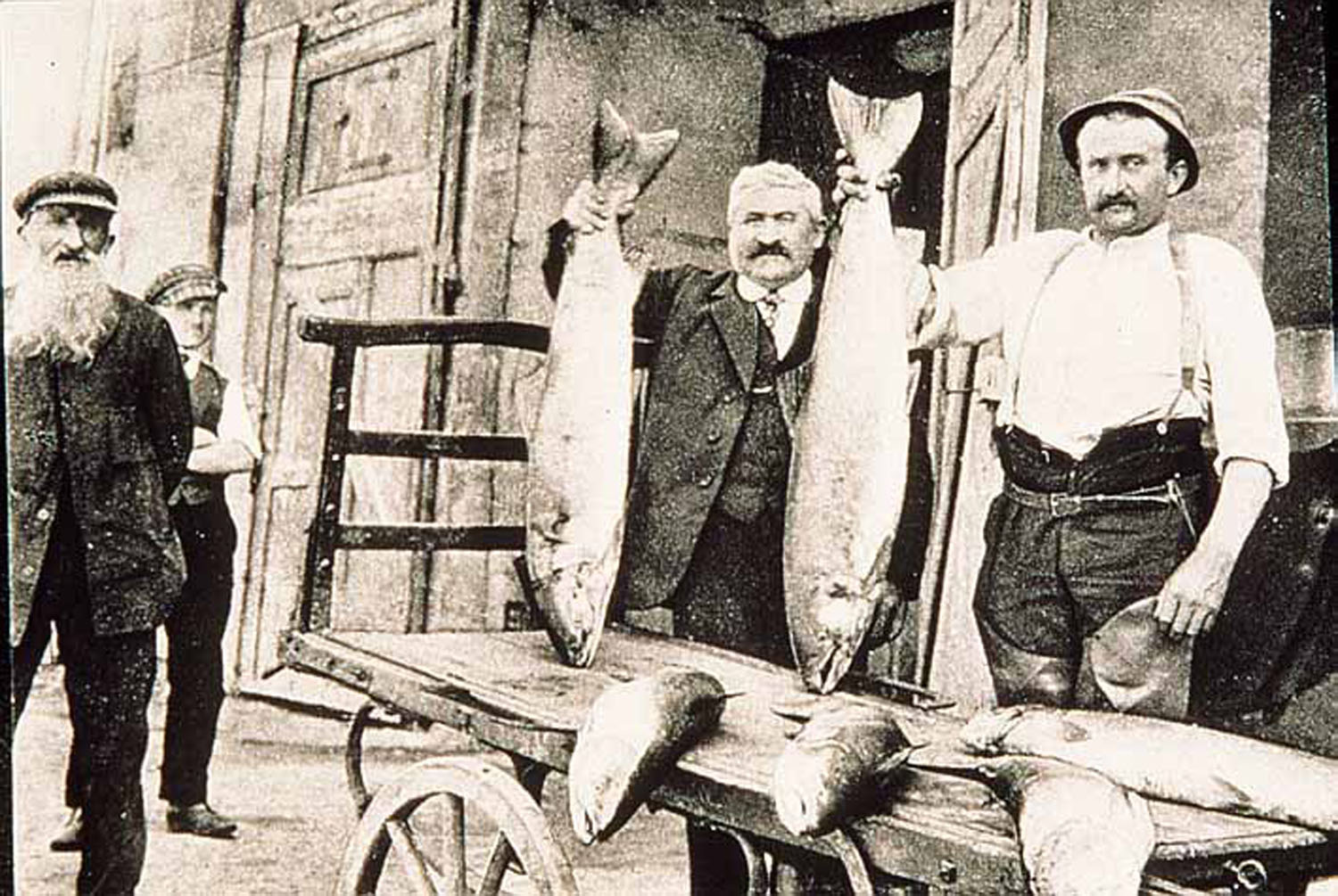
Saumons de l'Adour pêchés près de Peyrehorade

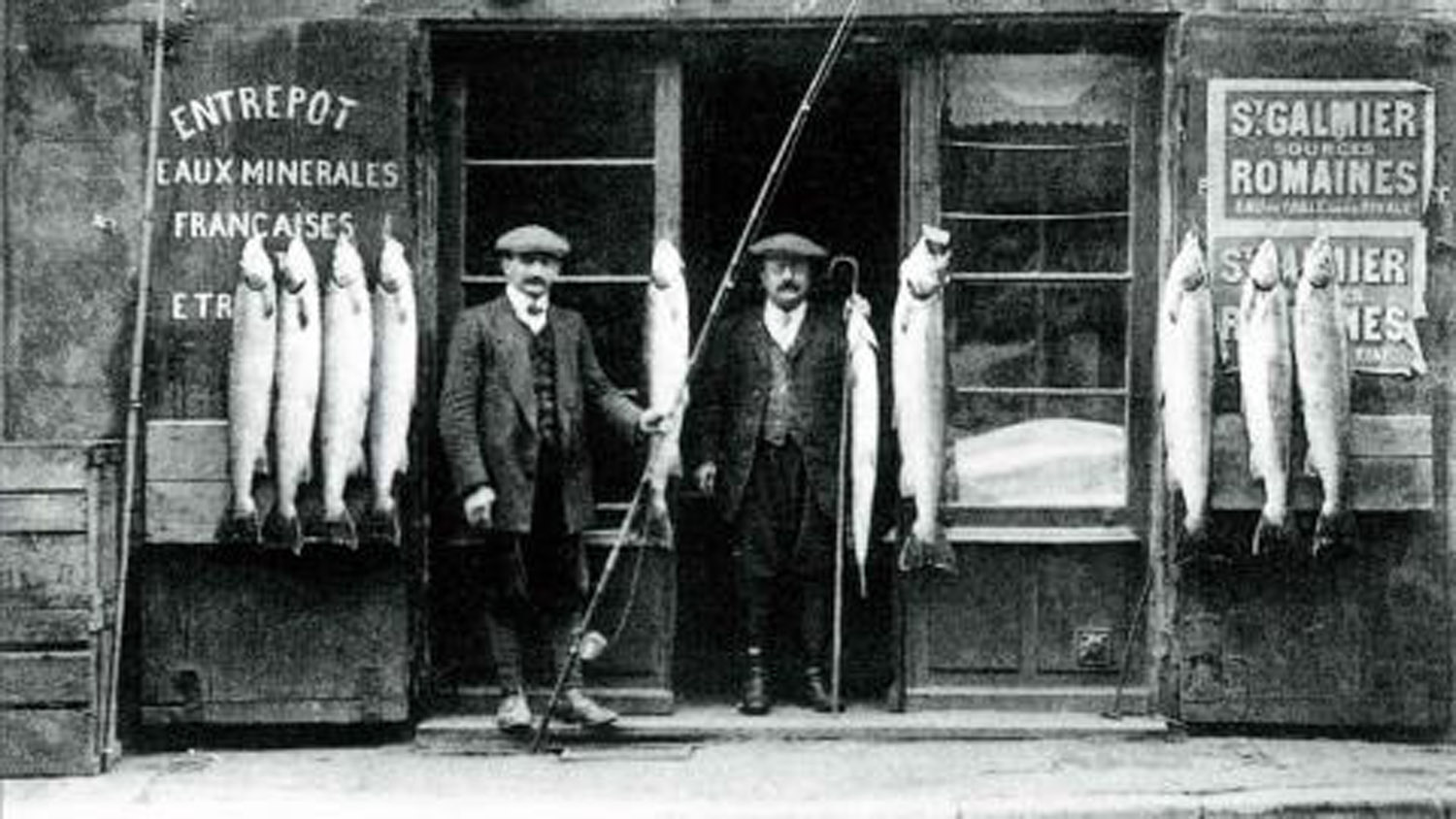
Saumons de l'Adour au début du XXe siècle

Les saumons ont toujours constitué l'attrait principal des pêcheurs des Gaves et de l'Adour. La ressource semblant inépuisable, les prélèvements furent massifs. Les livres de comptes des villages riverains des Gaves de Pau et d'Oloron indiquent que, pour l'année 1899 ce sont 15 600 kilos de saumons qui furent pêchés.
« En 1905, à  un kilomètre environ en aval du pont de Peyrehorade, les Gaves réunis n’ont que 80 mètres de large sur un lit régulier de gravier, avec une profondeur moyenne de six mètres. L’endroit idéal pour lancer le filet devant les saumons qui remontent vers les frayères ! Lors de la campagne de pêche de 1906 ce sont 818 saumons qui sont capturés là totalisant un poids de poisson de 11 834 livres, soit un poids moyen de 14,470 livres par poisson. ».  
En dépit d'une première loi, en 1865, qui soumettait « certains cours d’eau à l’obligation d’aménagement d’échelles à poissons », il fallut attendre les années 1980, pour « mettre en place des dispositifs de franchissement efficaces ». Le repeuplement de l'Adour et des Gaves s'est largement amélioré grâce à la gestion des sociétés de pêche qui, chaque année, déversent « des centaines de milliers de saumons juvéniles dans le bassin de l’Adour ». Il est à souligner que, pour les fleuves voisins de la Garonne et de la Dordogne, reste interdite la pêche du saumon atlantique, de la truite de mer et de l’esturgeon.
Quant à l'Adour et à son bassin, l'association Saumon des Gaves protège cette espèce. Actuellement, le saumon est « très modestement pêché » par une cinquantaine de pêcheurs de l’Adour. Il faut rappeler qu'au début du XXe siècle, leur corporation comptait  des milliers de membres.

## Homonyme
Autre appellation : saumon des Gaves.

## Peuplement des rivières
Les sieurs Sabatier de Lachedène et de Drouin de Bouville, respectivement conservateur et inspecteur des Eaux et Forêts en retraite, publièrent, en 1933, dans le Bulletin Français de Pisciculture, une étude sur le peuplement en saumon de l'Adour et des Gaves. Ils y remarquaient : « D’après nombre de témoignages dignes de foi, le saumon en montée nuptiale qui entre dans l’Adour n’y effectue qu’un parcours limité, car, s’il ne l’a pas quitté à la jonction de la Nive, il le délaisse au confluent des Gaves réunis. On nomme ainsi le tronc commun des Gaves de Pau et d’Oloron, long de 4 kilomètres. Puis, les géniteurs en instance de fraye se répartissaient naguère entre ces deux cours d’eau, mais assez inégalement. ».  
Une situation qui perdure puisque, en 2015, la fédération de pêche des Pyrénées-Atlantiques a comptabilisé un effectif de saumons de 760 dans le gave de Pau contre 2 207 dans le gave d'Oloron. Ce constat confirme les dires des fonctionnaires du siècle dernier : « Le contingent du gave de Pau paraît avoir été toujours moindre. Les choses se sont passées de la sorte jusqu’en 1917. À partir de cette date, le saumon est devenu de plus en plus rare dans le gave de Pau. Toutefois, en 1923, on en pêchait encore 58 et, en 1924, 32, d’après les statistiques de pêche dressées par le Service local des Eaux et Forêts, statistiques forcément incomplètes, puisqu’elles ne tiennent compte que des déclarations bénévoles recueillies par les préposés forestiers. ». 

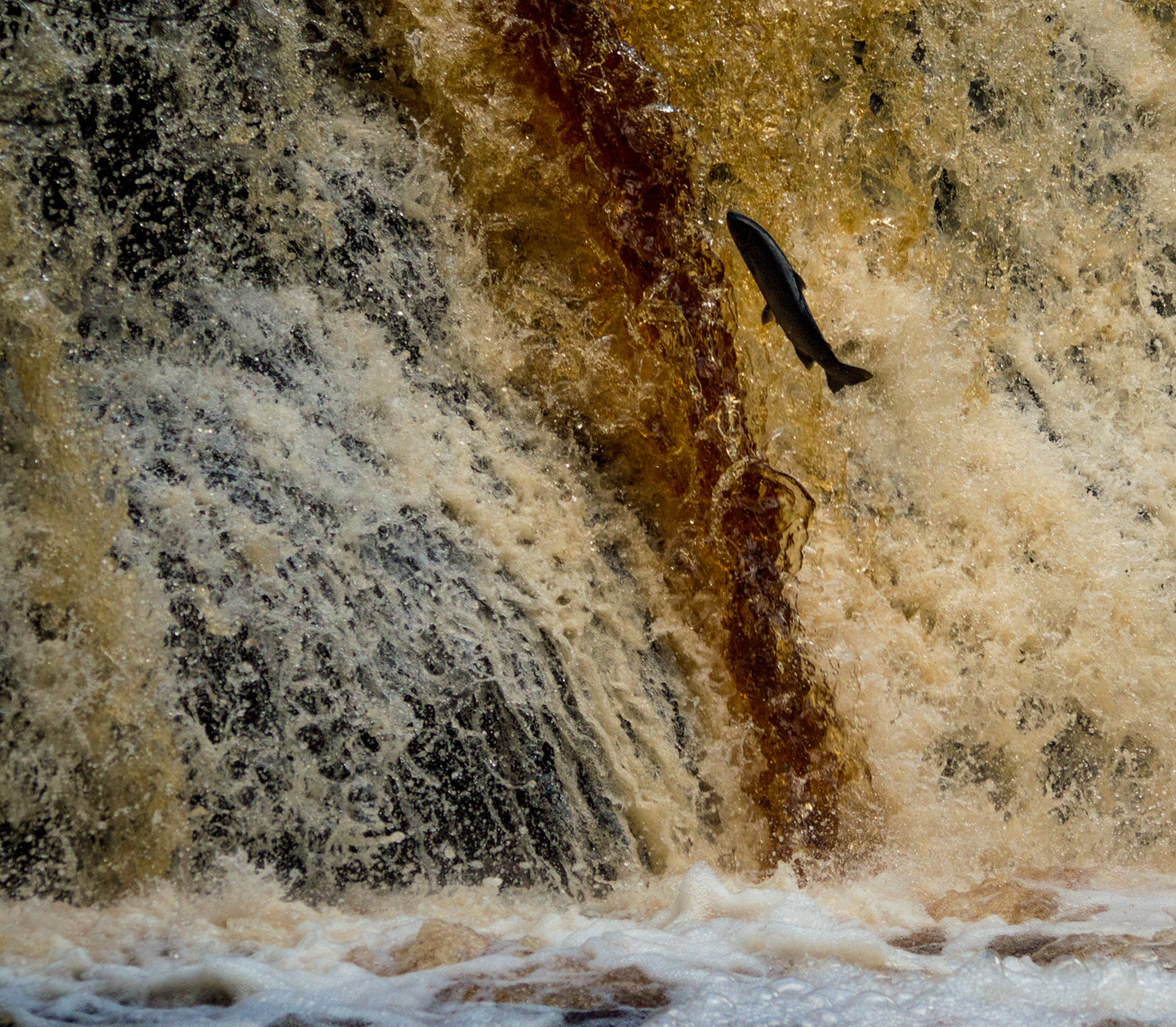
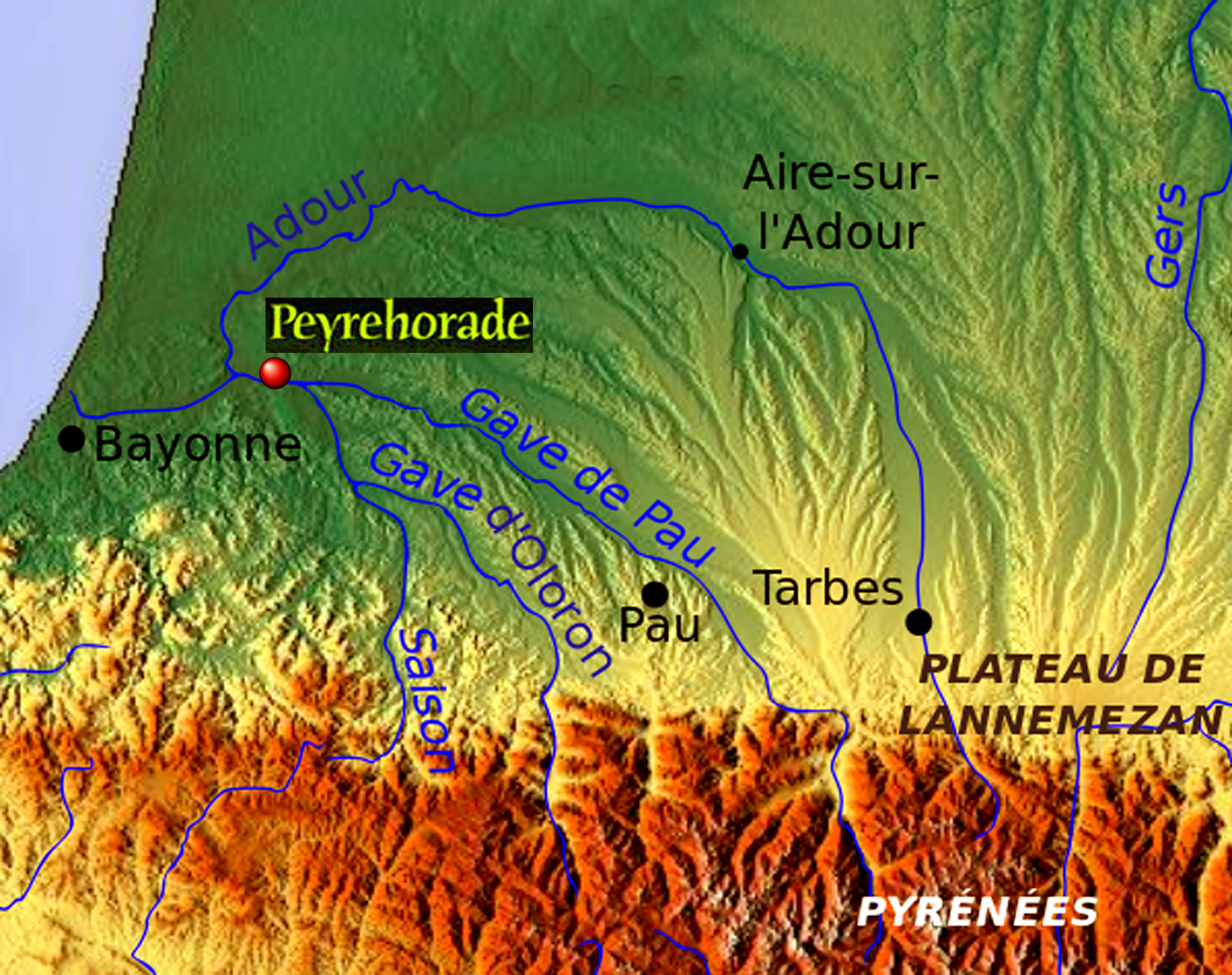
Carte halieutique du bassin de l'Adour
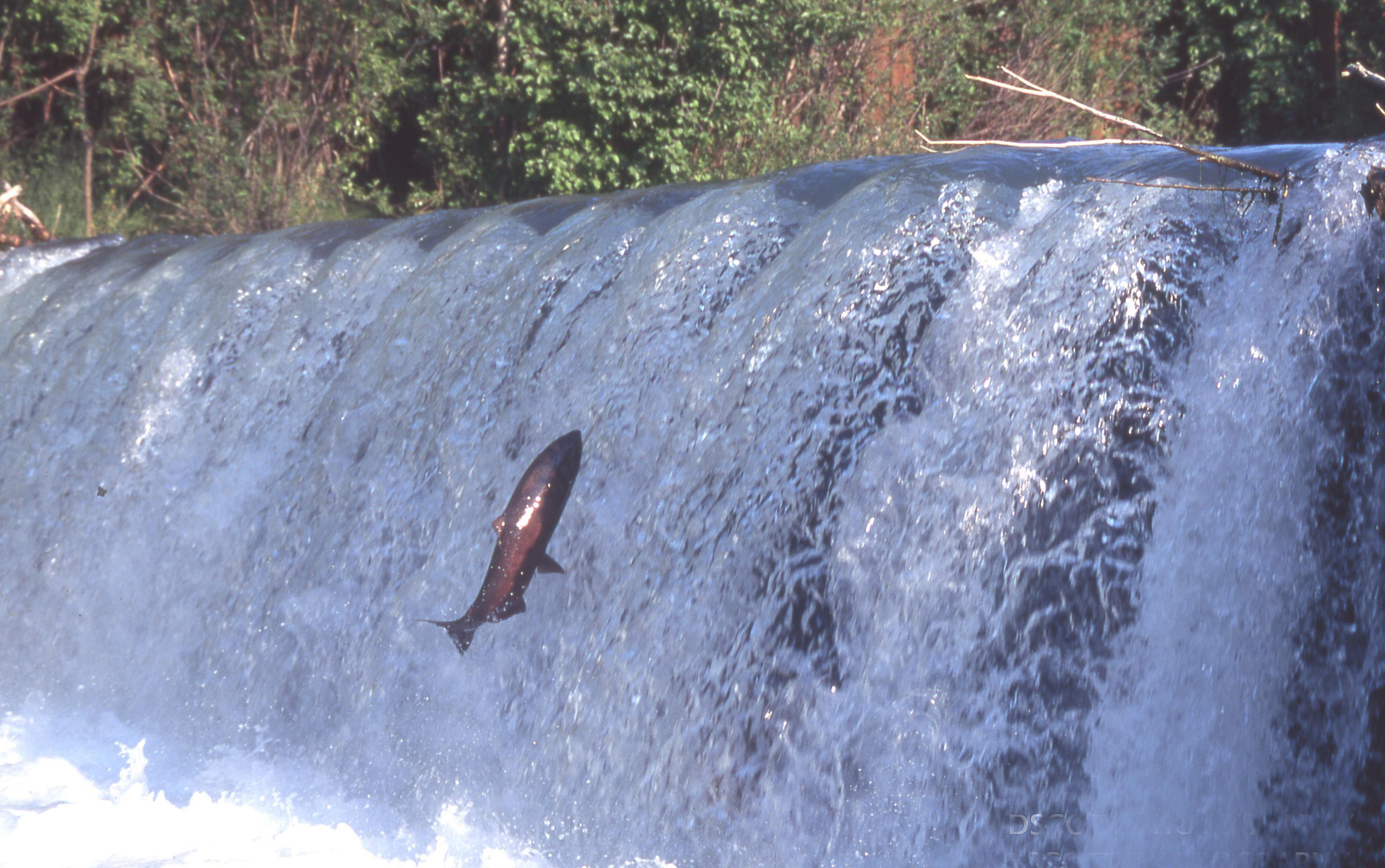

Un examen des lieux leur avait permis de mettre en exergue, qu’effectivement, « cette situation a été créée par l’Homme. Les derniers sondages pratiqués ont mis en évidence l’existence d’un obstacle submergé, généralement ignoré, et dont l’origine paraît être ancienne ».  Celui-ci était constitué de rangées de piquets enfoncés dans le lit de la rivière et formant barrage. Pour le rendre plus solide, le pied de celui-ci avait été bloqué avec de grosses pierres. 
Leur conclusion fut sans appel : « Il semble bien que cet aménagement ait été fait à fins halieutiques, dans la dessein d’entraver la remonte du saumon dans le gave de Pau, au bénéfice du gave d’Oloron. Dans une requête adressée aux États de la Province de Béarn, au sujet de la pêche et datée de 1764, les habitants d’Oloron se plaignent de « l’insatiabilité des Moines de Sordes et des habitants de Peyrehorade » qui, contrevenant aux ordonnances royales, leur ôtent ainsi la ressource du poisson en barrant le Gave pour empêcher ceux-ci de monter ». L'abbaye de Sordes avait trouvé un allié naturel pour édifier cette pessière, ou pêcherie aux verveux, en la personne du vicomte d’Orthe, propriétaire de ce site. Mais ces deux grands feudataires se virent débouter de leur prétention et par ordonnance du 21 janvier 1765, le sieur de Bastard,  Grand Maître de Guyenne, ordonna la démolition du barrage. Il n'en reste aujourd'hui que la partie submergée. Mais elle reste suffisante pour pérenniser un différentiel assez important de saumons dans les deux Gaves.

## Mœurs du saumon
Le saumon est un poisson migrateur anadrome qui, entre les mois de décembre et d'avril, remonte l'Adour et les Gaves pour aller frayer dans les eaux où il est né. Comme il figure parmi les plus gros poissons de rivière, de tous temps, l'homme inventa les pièges pour le capturer.

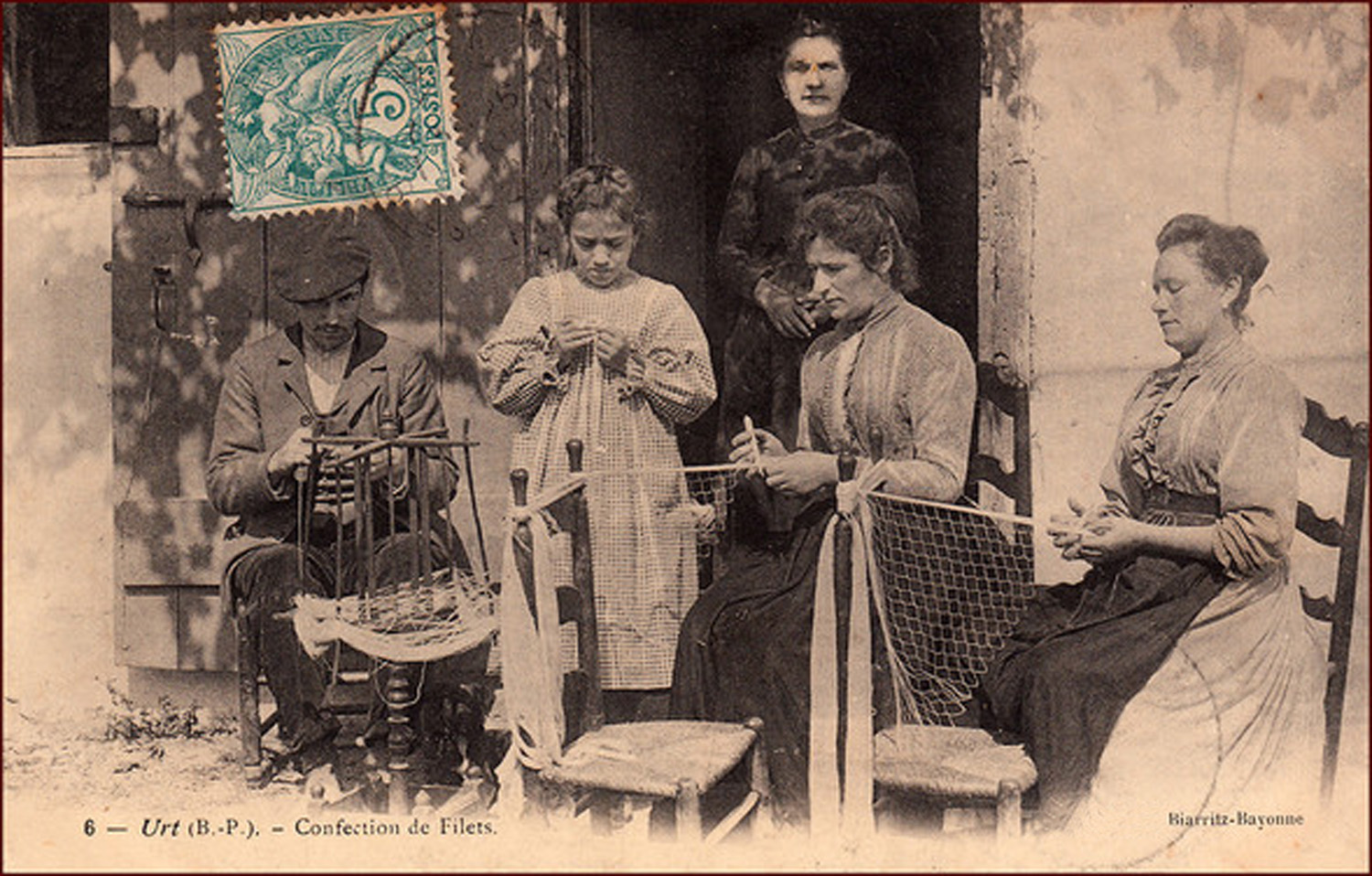
Confectionneuses de filets pour la pêche au saumon dans l'Adour par les inscrits maritimes

Trois catégories de pêcheurs s'intéressent au saumon : les amateurs, ou pêcheurs sportifs, les professionnels, ou inscrits maritimes, et les braconniers. Alors que les premiers y consacrent leurs loisirs et s'empressent de remettre leur prise à l'eau, les deux autres en vivent de père en fils. Cette organisation se mit en place « depuis que Louis XIV, ayant déclaré le saumon poisson royal, en donna aux Basques le privilège de la pêche dans les gaves pyrénéens. ». 
Pour se reproduire, le saumon doit quitter le milieu marin qui l'a nourri et remonter dans le torrent où il est né. C'est une véritable noria qui débute « dès le mois de décembre avec des poissons de 15 à 20 kilogrammes qui remontent l'Adour et les gaves pyrénéens. Suivent les saumons de printemps, dont le poids oscille entre 7,5 à 10 kilos, enfin, au cours du mois de juillet, arrivent les petits madeleinaux de 3 à 4 kg. Ce nom leur a été donné car ils apparaissent vers la Sainte Madeleine. ». 

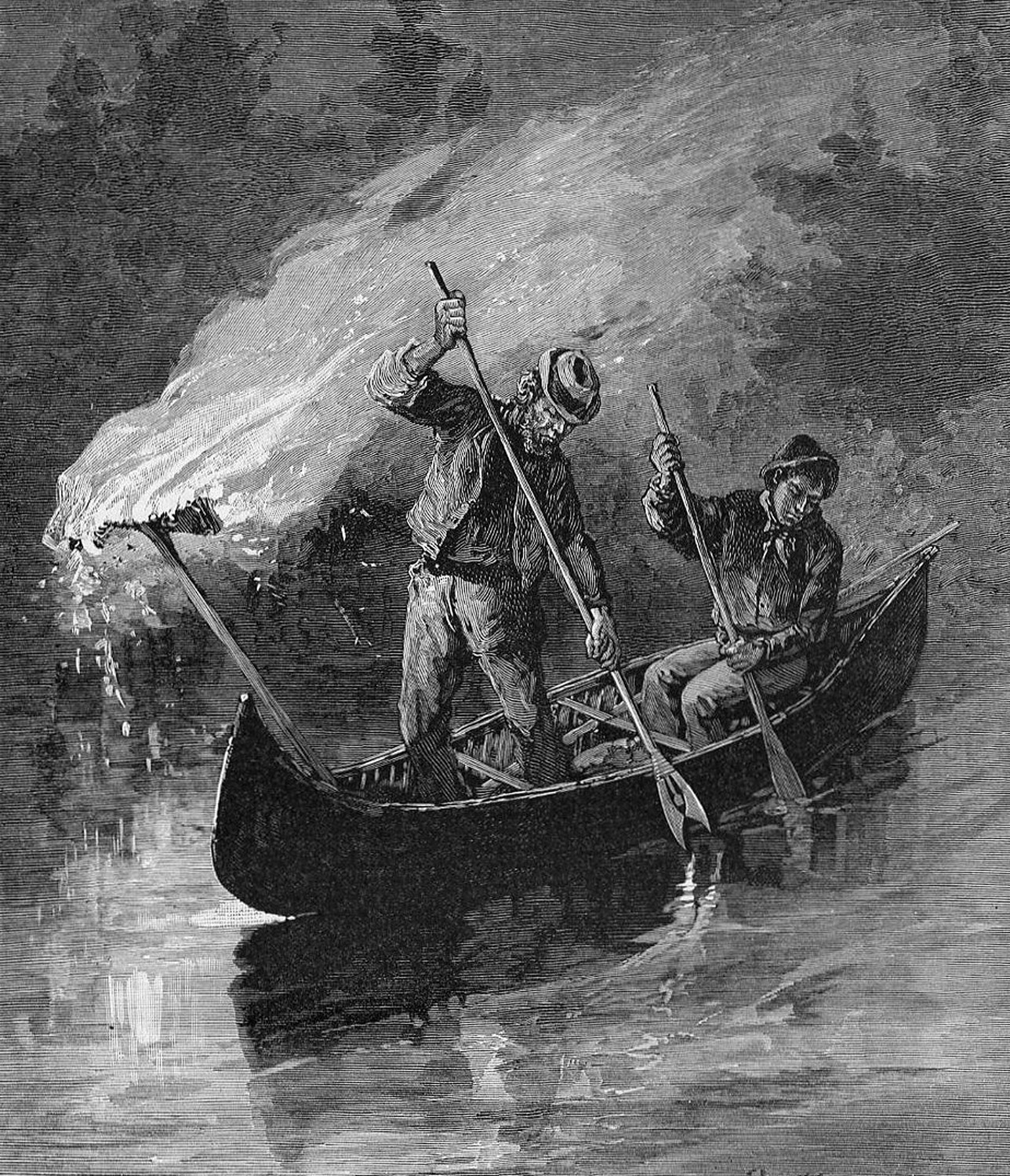
Braconniers

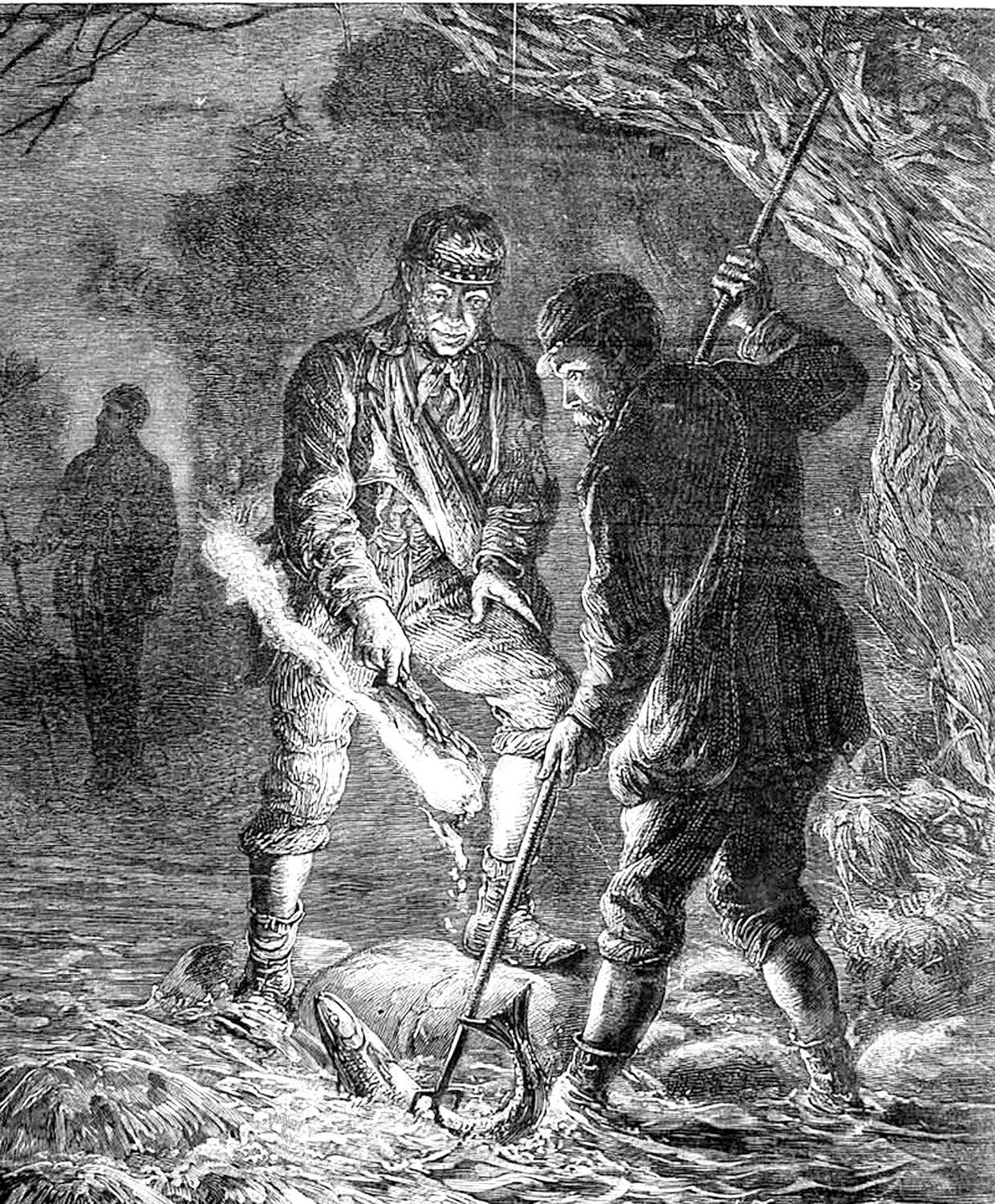
Braconnage sur la rive

Pendant longtemps cette procession a donné le signal d'une pêche intensive. Les poissons qui avaient échappé aux filets des inscrits maritimes dans l'embouchure de l'Adour tombaient ensuite dans les mailles des baros à partir de Peyrehoade. Il est à noter que seuls les pêcheurs au lancer remettaient leur prise à l'eau, le plus souvent. Là, il restait aux saumons à échapper aux pièges des braconniers. Ils étaient aussi multiples qu'ingénieux. La minoterie de Navarrenx, possède une collection d'outils perdus par ces pêcheurs adeptes des raids nocturnes. Cette pratique fit florès jusque dans les années 1950. 
Comme l'expliquait alors un commerçant ayant pignon sur rue : « Vous comprenez, il y a ici deux choses. En dehors du pétrole (Lacq ?) et de l'élevage,, le saumon et les oiseaux de passage sont exploités à l'échelle quasi industrielle. Quand la saison du poisson est finie, la palombe arrive, puis la bécasse. On range le nylon - ou le croc - juste à temps pour prendre le fusil. Fournir les tables délicates, ce n'est pas un métier pour n'importe qui ! ». Cette pratique prit fin quand il fut interdit aux particuliers de vendre leurs prises.

## Organisation de la pêche
Les fleuves français (et leurs affluents) se jetant dans l'océan Atlantique sont régulièrement alevinés pour y réintroduire des souches pérennes tant de truite de mer que de saumon atlantique. Mais la pêche de ce dernier n'est plus autorisée que dans le bassin de l’Adour. Les pêcheurs le capturent à l’embouchure de l’Adour au filet dérivant, à bord de petites embarcations parlent de spécimens qui peuvent dépasser un mètre de long et peser plus de 25 kilos. 
« La pêche à la traîne se pratique par équipes de quatre au moins, avec un couralin. Certaines sont formées de cinq ou six hommes pour permettre un repos hebdomadaire par roulement. Le saumon se pêche de janvier à juin, à la traîne : un immense filet, long de 160 mètres sur 7 ou 8 mètres de large, à mailles réglementaires de onze centimètres, bordé en bas d’un filin de boules de plomb, en haut d’un fil portant des rondelles de liège en surface. ». 
Toute la technique consiste à mettre en place, sur les deux tiers du lit de l'Adour, avec cette bande de filet un barrage, puis une nasse, et enfin une poche dans laquelle s'enfermera le poisson. « Le pêcheur sur la berge, reçoit un bout du filet. Un deuxième homme tire l’autre bout vers la barque qui ferme la boucle. Alors, il faudra des renforts pour remonter le piège pesant. À la seule force des bras, l’équipe va haler la traîne à terre, laissant la place à une autre équipe, et ainsi tout au long de la journée. Au temps de la pêcherie, les filets séchaient au vent tout au long du chemin de halage, formant un écran de mailles maintenant remplacé par des peupliers. Ils étaient ensuite pliés et soigneusement rangés dans les cabanes, attendant le lendemain. ».

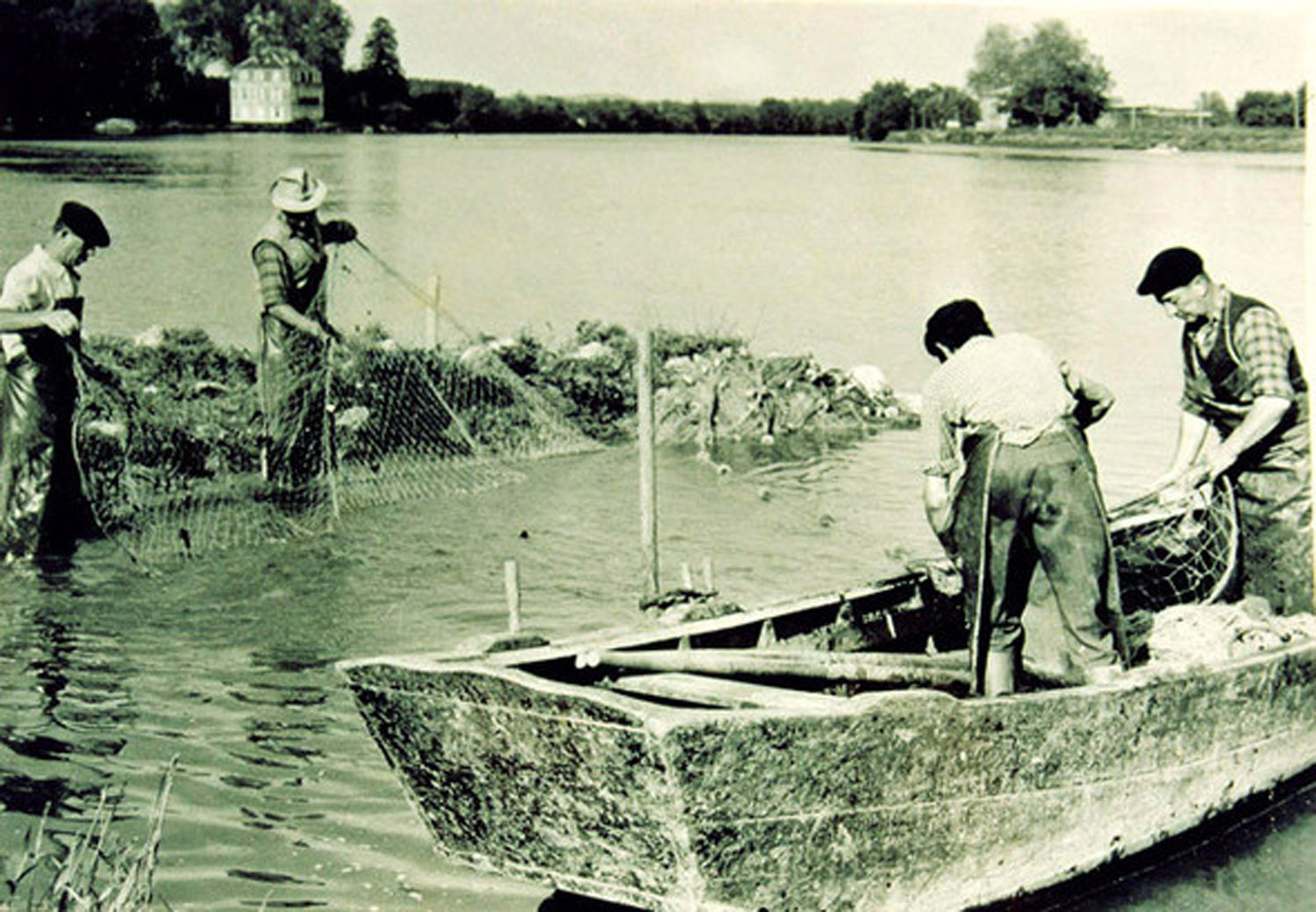
Pêcheurs remontant leur filet

Ce type de pêche ancestral commença à être mis à mal au milieu du XIXe siècle par un système pêchant le saumon d'une façon continue et autonome, le baro. Les Gaves, avec leurs méandres, avaient le profil parfait pour rentabiliser ces machines. Elles avaient été inventées et mises au point par Louis Casaumajour (1747-1808), meunier de son état au moulin de Haliha, à Cauneille. Son système fut perfectionné par Jean-Baptiste Tranchart puis par quelques autres. 
Au début, les droits de pêche de l’État furent généreusement distribués. Tous voulaient avoir leur baro. On dénombra jusqu’à 34 machines affermées par l’État et quelques baros privés, notamment à Sorde. Ce qui incita un dénommé Jean Baptiste Durruthy, originaire de cette commune, à alerter le préfet des Landes, « pour le prévenir de la diminution des revenus de l'état, car on pêche avec un baro plus de saumons que n'en pêcherait plusieurs traines ». Leur destruction fut ordonnée. 

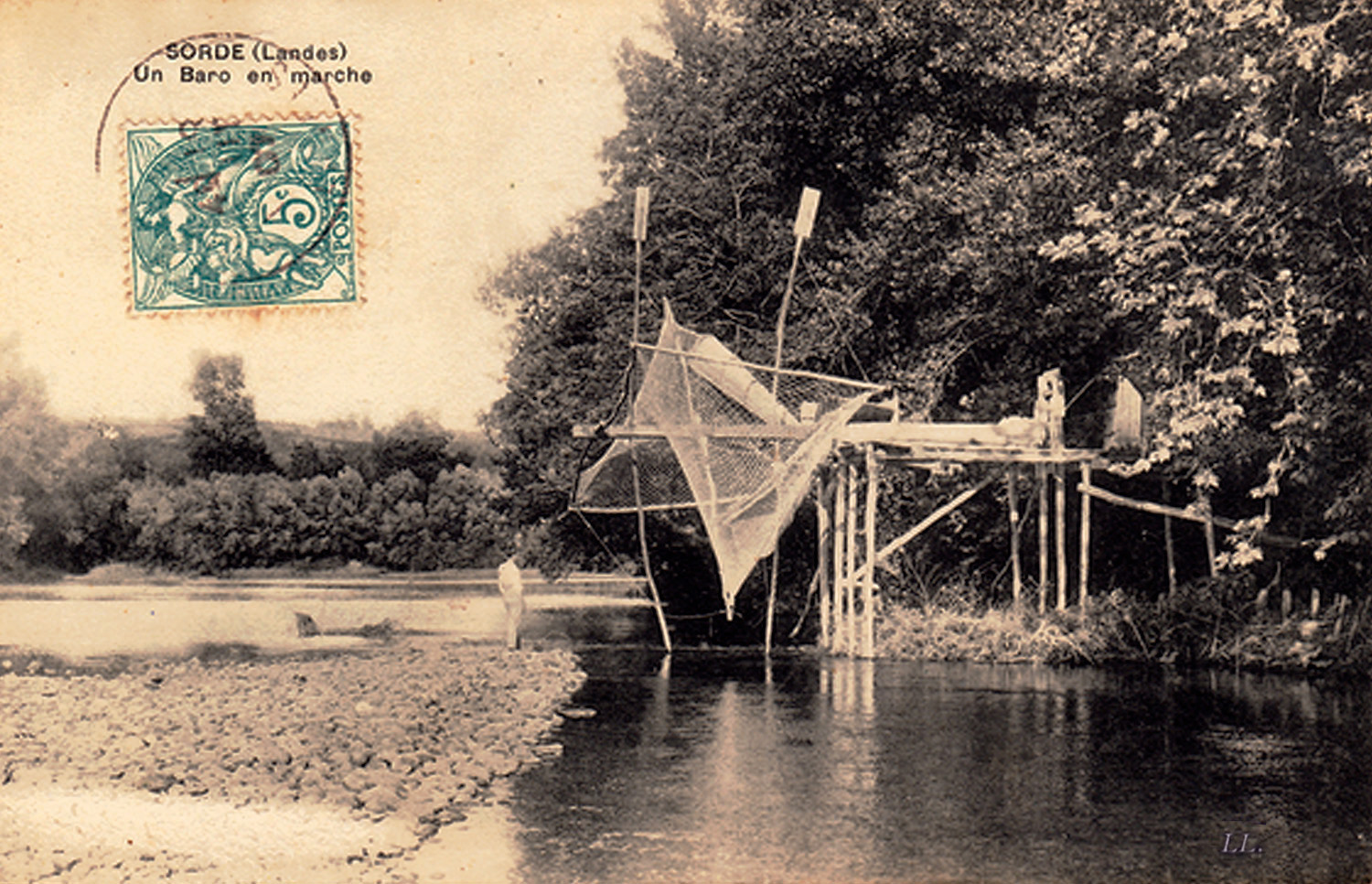
Baro en fonctionnement à Sorde
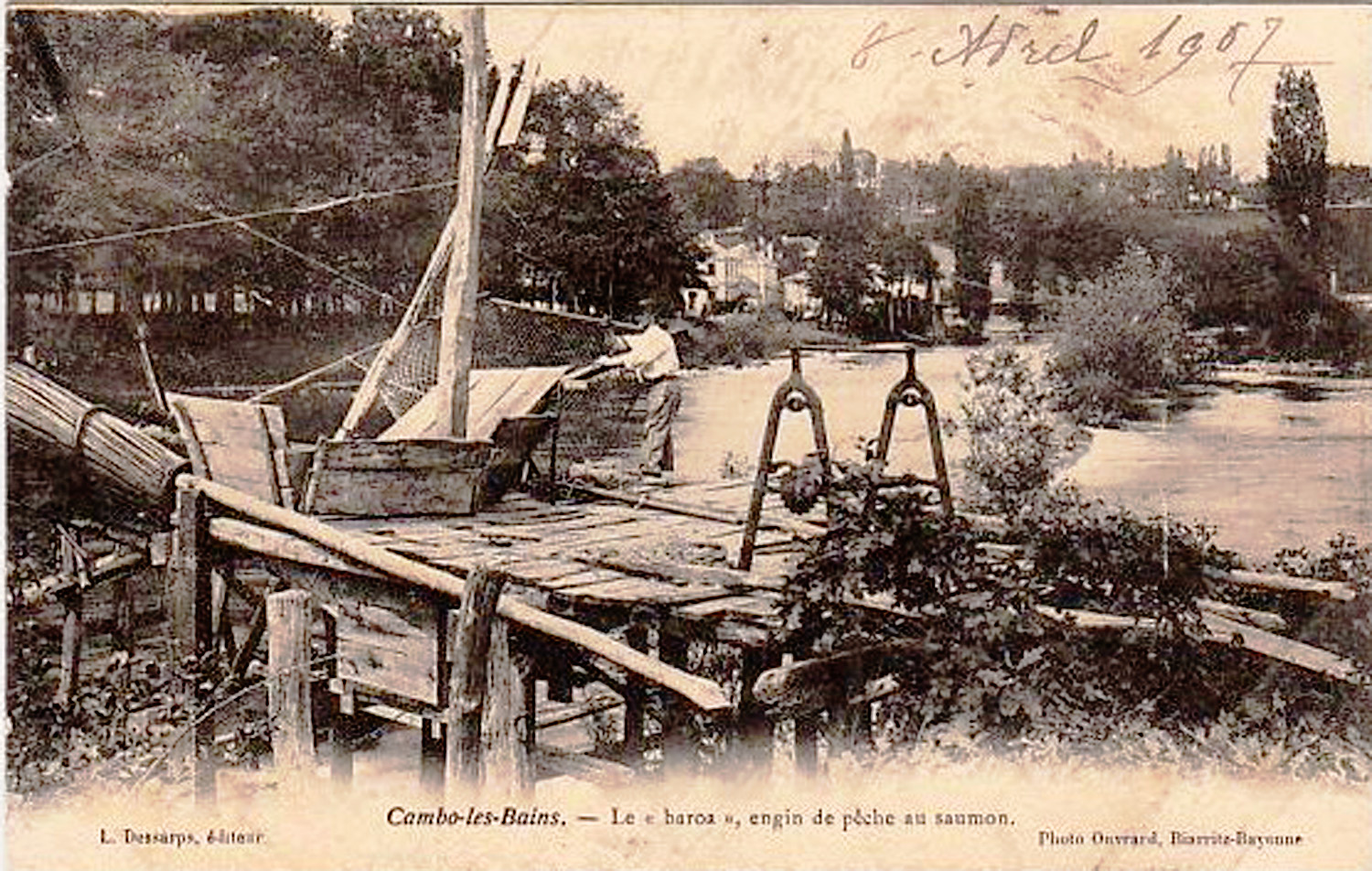
Le baro de Cambo-les-Bains en 1907

La situation resta bloquée jusqu'à la révolution de 1848. Les pêcheurs interdits de baro, s'adressèrent au nouveau commissaire de la République en saluant préalablement l’héroïque population de Paris qui a su rendre justice. Puis, ils l'informèrent que Peyrehorade qui s’honorait d'être le lieu de naissance d'un engin à pêcher du saumon, « voit les inventeurs et les descendants privés de jouir des fruits de leur invention par suite de l’arrêté préfectoral en date du 27 mars 1843 qui prescrit la destruction de ces pêcheries ». Leur remise en place était réclamée par quatorze pétitionnaires. Ils eurent gain de cause mais le baro devint tellement performant, que son usage finit par être stoppé définitivement en 1926 par un lobby anglo-saxon.

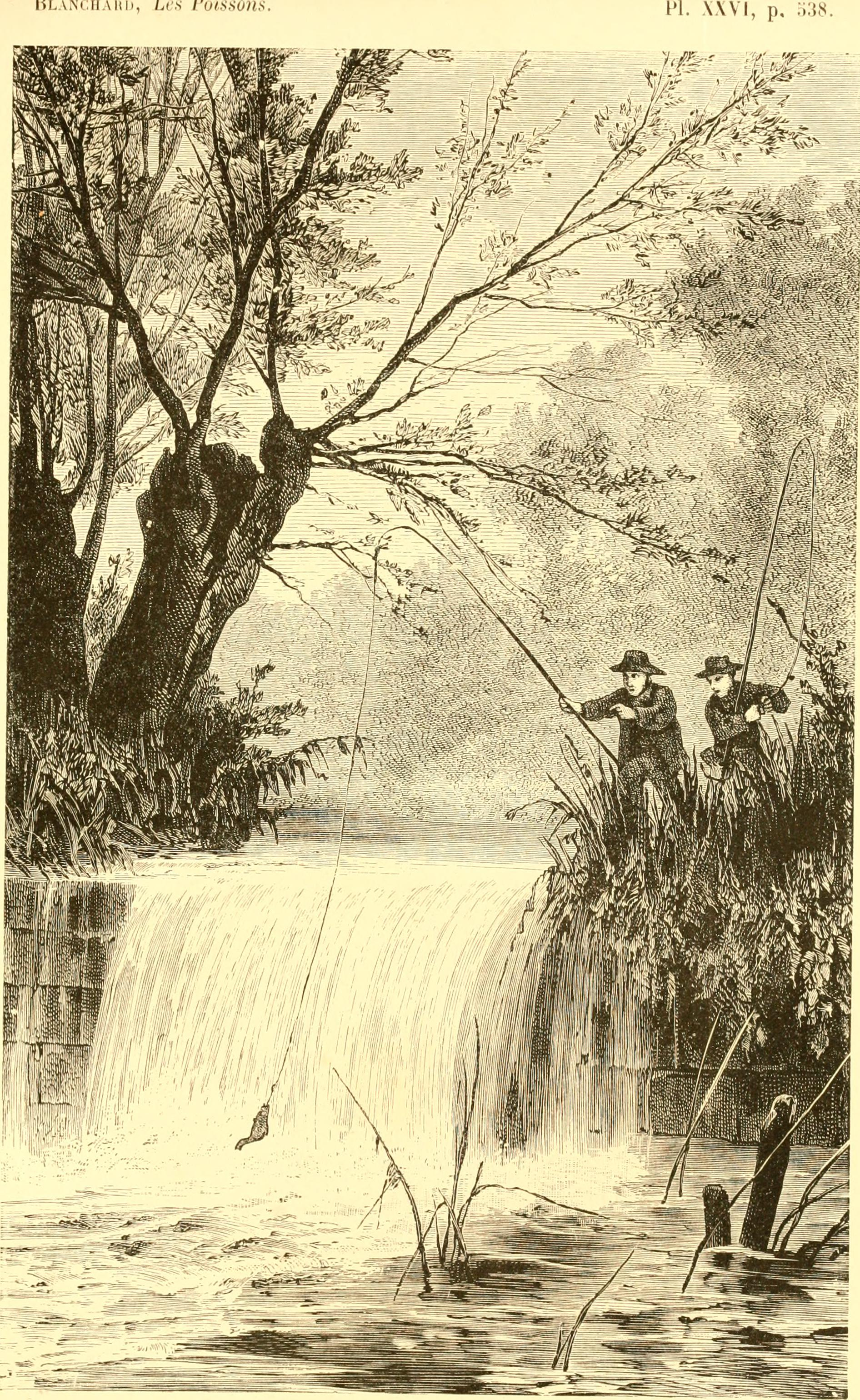
La pêche de loisir et sportive

Le reste des prises est due aux pêcheurs amateurs qui ferrent le saumon à la ligne. La généralisation de cette pêche date du début du XXe siècle. Ceux qui la pratiquent en font un loisir et non plus une nécessité. Comme la plupart des eaux dont celles du domaine public ont leur droit de pêche appartenant à l'État, celui-ci a délégué sa gestion aux sociétés de pêche. Leur rôle essentiel est de veiller à préserver le milieu et ses différentes espèces, donc de  gérer le stock halieutique par des réempoissonnements. Une pratique qui correspond parfaitement à cette mutation de la pêche.
« C'est dans ce cadre que la pêche de loisir délaissa peu à peu les espèces dites nobles (migrateurs et carnassiers) et redécouvrit l'intérêt de certaines espèces jusque-là jugées inférieures qui ne sont pas destinées à être consommées mais dont le côté sportif ou ludique de la pêche constitue en soi une finalité ». Cette mutation fut encouragée par les concours de pêche. Leur généralisation permit de créer une émulation entre pêcheurs et leur succès grandissant, grâce à la presse qui en publiait les résultats, leur permit d'être une vitrine pour cette nouvelle activité. « Leur attrait détourna le pêcheur de la finalité cueillette et permit de classer son activité dans la catégorie des sports. ».

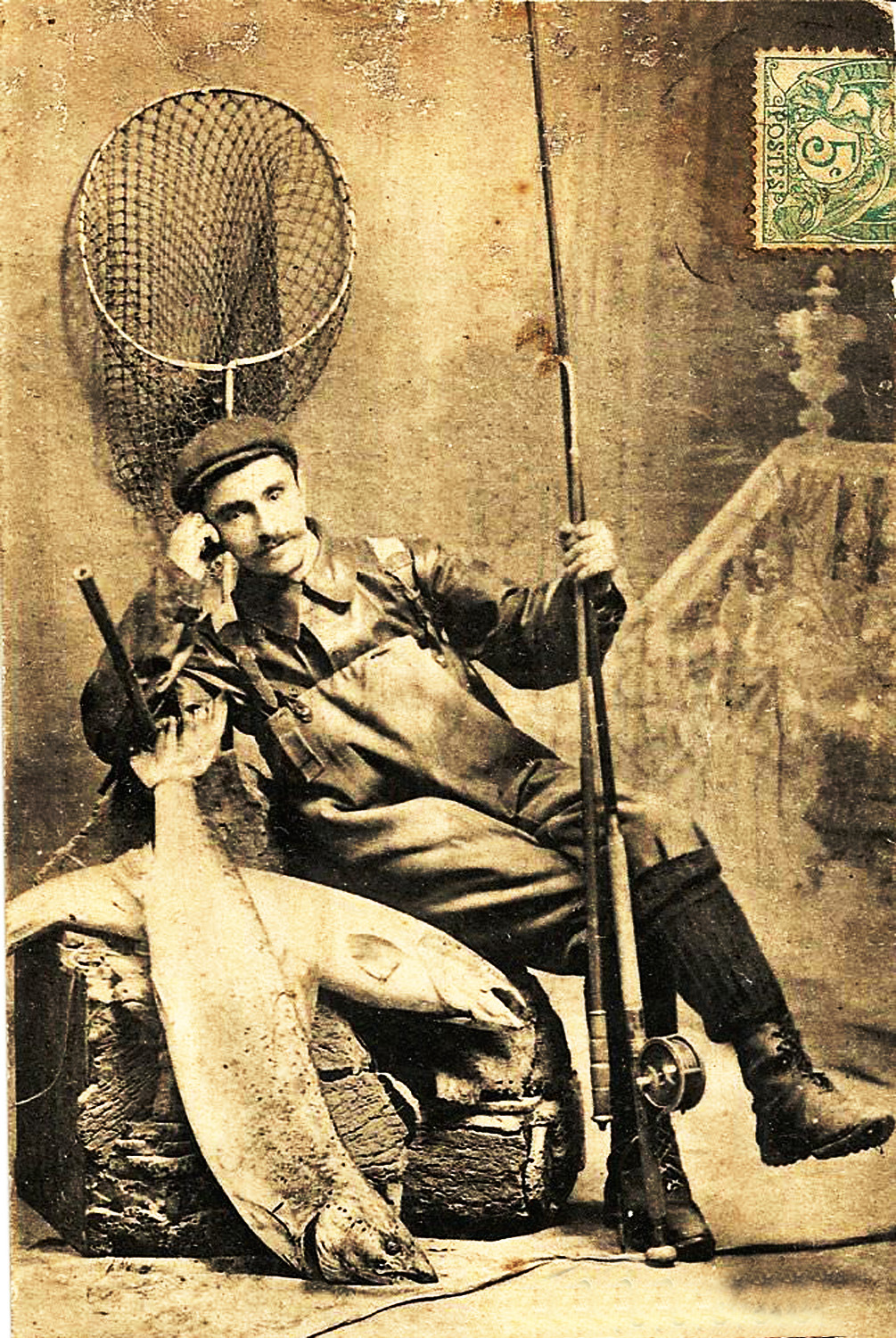
Pêcheur de saumon à la ligne

Jean Claude Bouchet dans son Histoire de la pêche au saumon dans l'Adour, les Gaves et la Bidassoa explique : « Fustigés de toutes parts, les propriétaires de baros doivent faire face à un nouveau groupe de pression : les pêcheurs à la ligne. La mode de ce loisir est lancée après 1914 par la colonie étrangère réunie à Pau autour de l'Américain Eustache Barron. Mais pour que ces sportsmen richissimes continuent à taquiner le saumon - et à dépenser leur fortune - sur les bords des gaves plutôt qu'en Écosse ou en Norvège, il faut à tout prix préserver la ressource. Aussi, les municipalités locales entrent-elles en croisade contre les moulins à poisson. Et finalement, c'est le lobby des pêcheurs à la ligne qui remportera la guerre des baros ». En 1920, le Cercle anglais de Pau obtint le statut de société de pêche et par la même la gestion des Gaves. Il y interdit toutes les machines à pêcher. Les baros furent définitivement supprimés six ans plus tard.

## Commercialisation

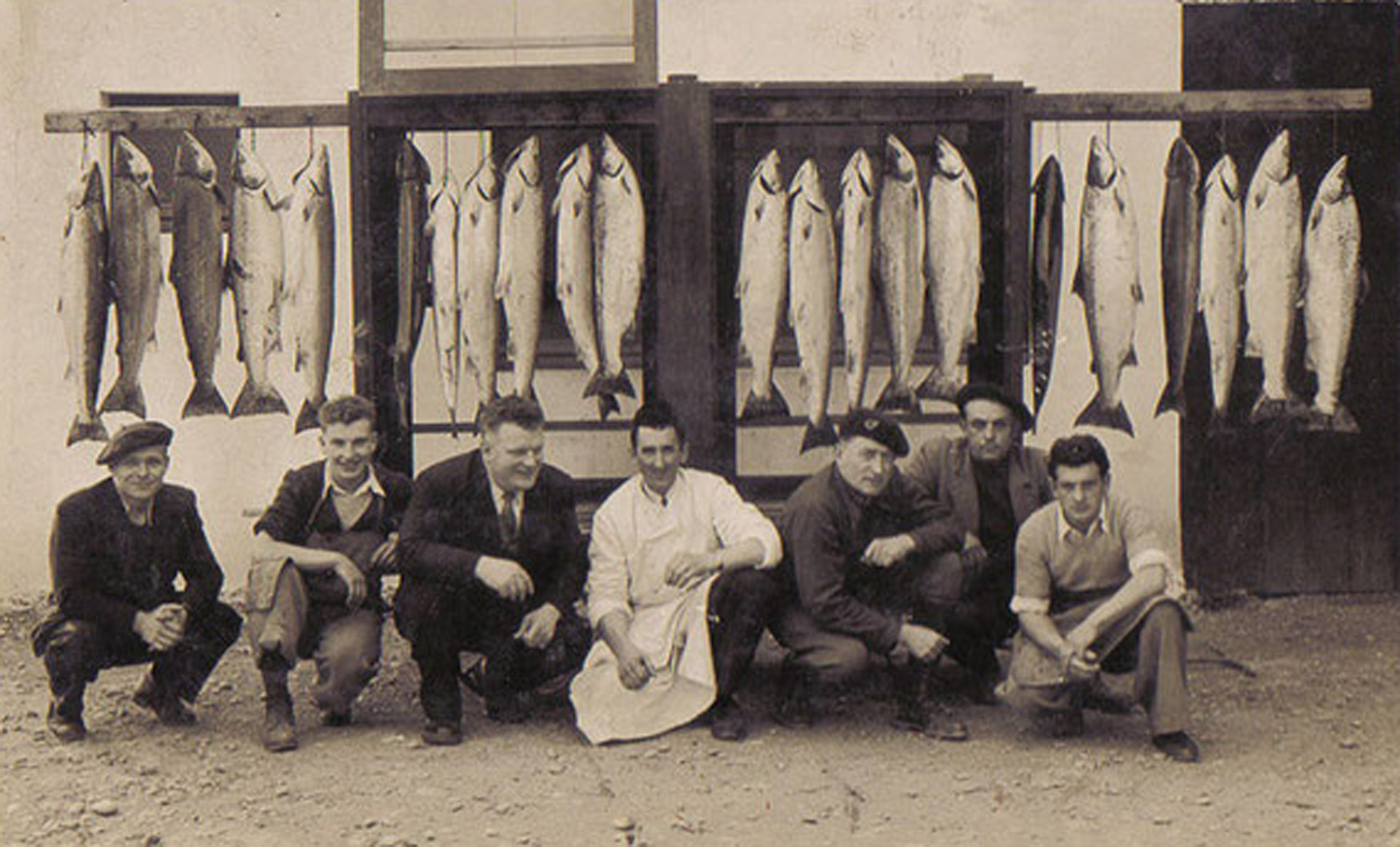
Chez Barthouil, une pêche mémorable

À partir de 1929, la maison Barthouil de Peyrehorade, spécialiste de la charcuterie, va traiter le poisson frais, saumon, alose et anguille qui pullulent toujours dans l'Adour et les Gaves. « Elle s'installe sur la rive gauche du Gave, juste à côté des cabanes des pêcheurs de saumons ». Dix ans plus tard, apparaît le fumage du saumon. Cette technique va s’affiner et faire la réputation de Barthouil. Actuellement, en ce début de XXIe siècle, c'est « l’une des dernières usines en Europe à fumer le saumon dans des fumoirs au bois d'aulne de type traditionnel nordique, grâce aux techniques rapportées du Danemark. ».  
Aujourd’hui, après la quasi-disparition du saumon sauvage de l'Adour dans les années 1980, l'usine pour survivre, a dû différencier ses provenances avec des saumons sauvages sélectionnés en Norvège et en Écosse principalement. Cette production est commercialisée au niveau international. Dans un second temps, sont arrivés les saumons d'élevage. Si leur qualité sanitaire reste parfaite, il n'y a pas de comparaison possible avec le saumon sauvage de l'Adour qui réapparait grâce à une bonne gestion des stocks. Ce mets atteint « le summum de la qualité avec son goût plus net, plus présent et sa longueur en bouche que l’élevage ne pourra jamais reproduire. ». 
Il existe un autre inconvénient concernant le saumon d'élevage. « L'énorme quantité de poissons sauvages nécessaires à l'alimentation des saumons d'élevage (il faut entre 2,5 kg et 5 kg de poissons sauvages pour produire 1 kg de saumon d'élevage) signifie que l'élevage du saumon consomme plus de poisson qu'il n'en produit. ».

## Consommation
Ce saumon de rivière se consomme frais, il est alors cuisiné en entier ou découpé en filets ou en darne. Selon les saisons, qui influencent la taille du poisson, il peut être cuit au four, grillé, braisé ou poêlé. Hors de la région de production, le saumon est servi fumé au feu de bois.

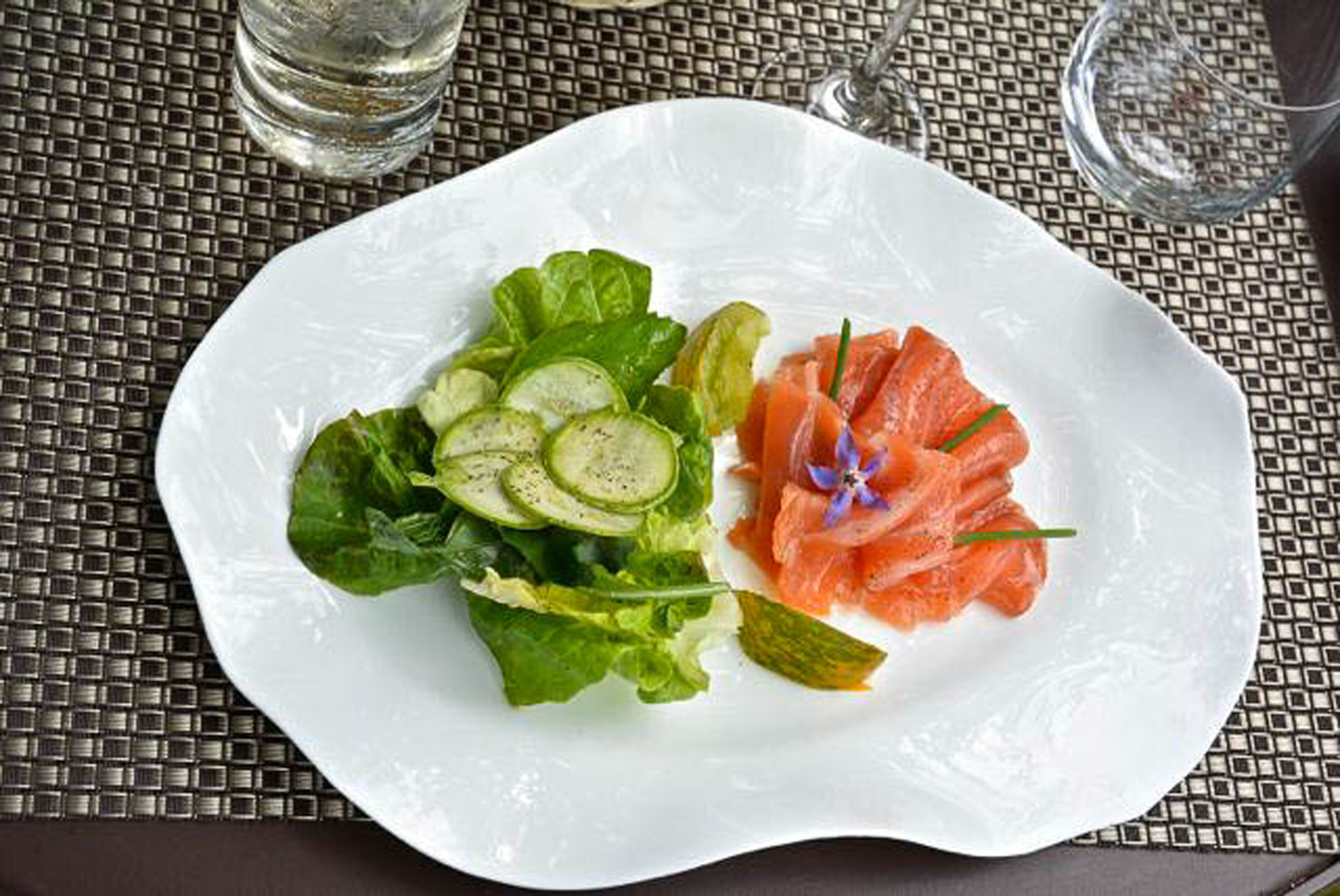
Salade de saumon fumé et concombres
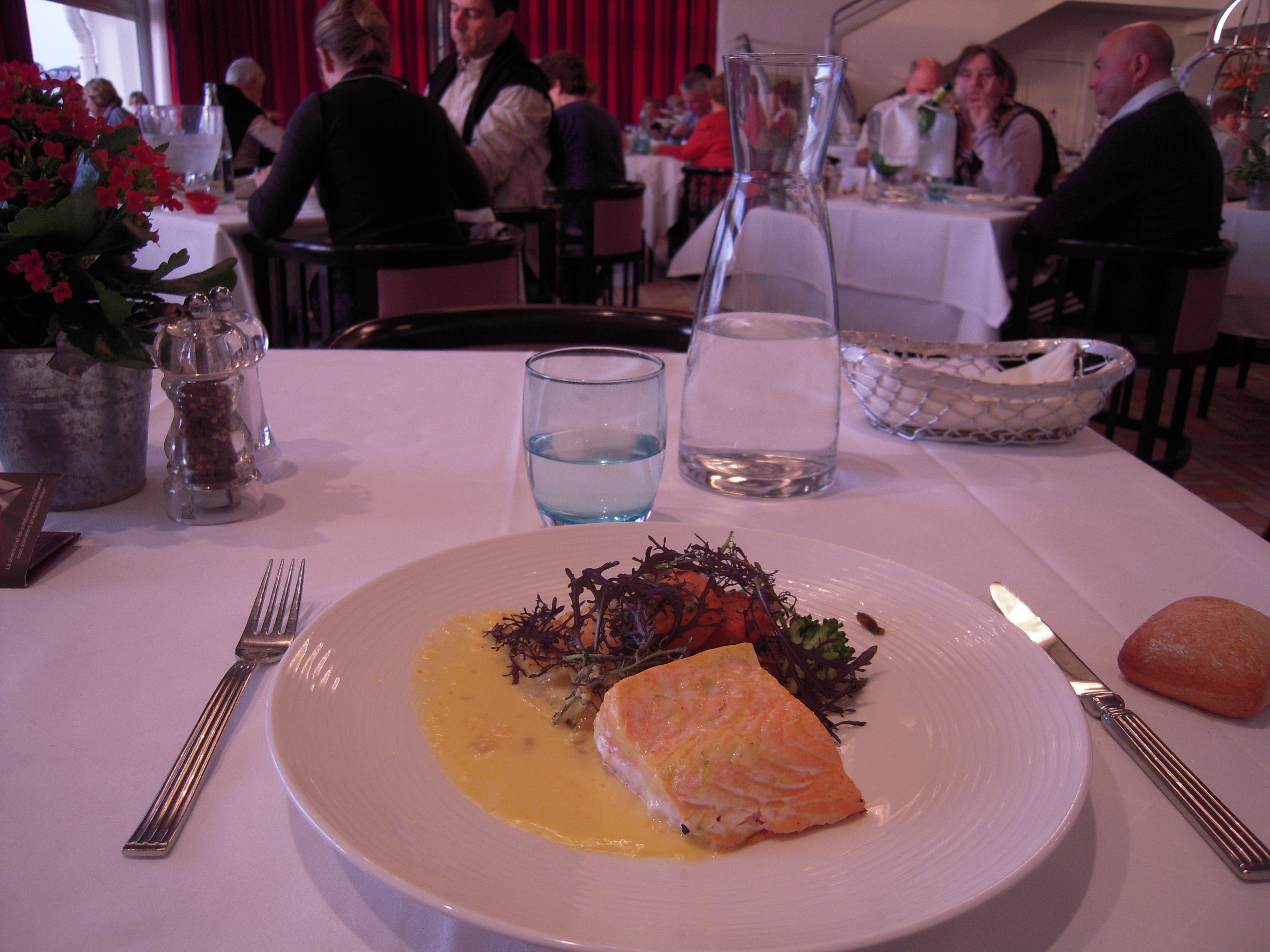
Filet de saumon au beurre d'agrumes
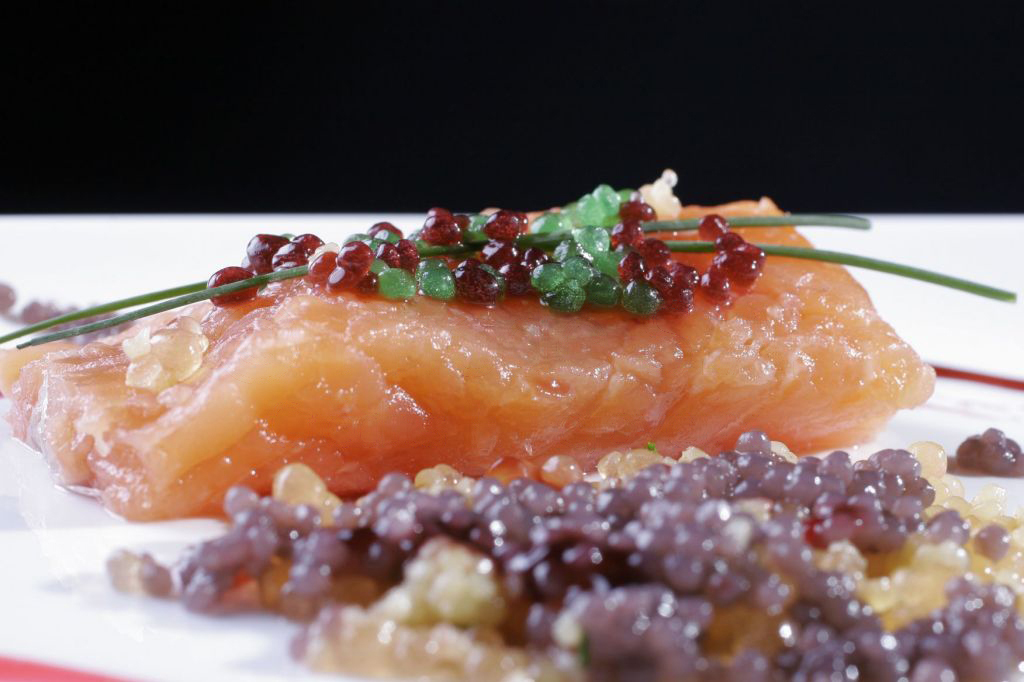
Caviar de venus et saumon

## Accord mets/vin

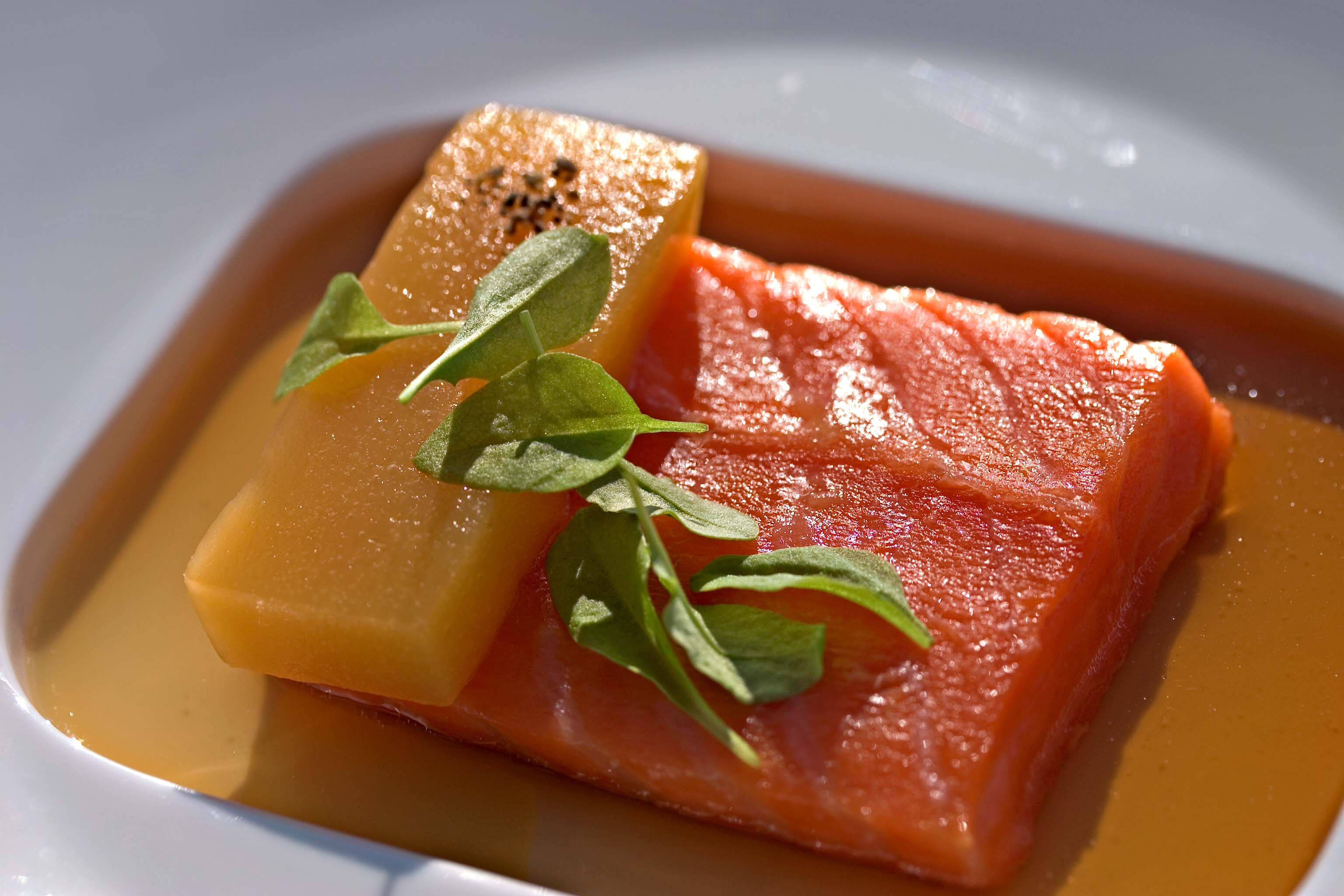
Saumon et foie gras

L'accord le plus classique avec le saumon frais reste le vin blanc. Il sera choisi jeune ce qui permettra de trouver un juste équilibre entre fraîcheur et puissance, tel un blanc de Touraine (par exemple un montlouis-sur-loire). Il est possible aussi de sélectionner dans les vins de Bordeaux « un blanc arrivé à maturité, frais, aux arômes de fruits confits », tel qu'un pessac-léognan. 
Le saumon fumé, quant à lui, réclame un grand vin rouge où domine la syrah. On choisira des rouges des côtes-du-rhône septentrionales tels que crozes-hermitages, côte-rôtie ou saint-joseph qui dégagent au nez, après agitation, des arômes de fumée.
Dans le sud-ouest, il peut être présenté un saumon de l'Adour accompagné de foie gras. Cette combinaison « se déguste avec un très beau châteauneuf-du-pape, un vin très luxueux pour un plat qui l'est au moins autant. ».